# Lethata maculata
Lethata maculata es una especie de polilla del género Lethata, orden Lepidoptera.
Fue descrita científicamente por Duckworth en 1964.